# Ксус
Ксус (фр. Xousse) — коммуна во французском департаменте Мёрт и Мозель региона Лотарингия. Относится к  кантону Бламон.

## Географическое положение
Ксус расположен в 39 км к востоку от Нанси. Соседние коммуны: Вокур и Лагард на севере, Ремонкур на востоке, Амбермениль на юге.

## История
Коммуна полностью разрушалась в Первую и Вторую мировые войны.					

## Демография
Население коммуны на 2010 год составляло 121 человек.
| 1962 | 1968 | 1975 | 1982 | 1990 | 1999 | 2010 |
| ---- | ---- | ---- | ---- | ---- | ---- | ---- |
| 165  | 166  | 164  | 140  | 130  | 113  | 121  |